# 1200 هـ
1200 هـ هي سنة في التقويم الهجري امتدت مقابلةً في التقويم الميلادي بين سنتي 1785 و 1786.

## أحداث
- آل سعود يحتلون الدلم والسكان يقسمون يمين الولاء لهم.

## مواليد
- عارف حكمت.
- أبو الحسن الطهراني
- صالح الدسوقي
- عبد السلام المارديني

## وفيات
- محمد بن محمود الطربزوني
- آزاد البلكرامي.